# المسلمون في الجيش الأمريكي
تعود الخدمة من قبل المسلمين في جيش الولايات المتحدة تاريخياً، إلى الحرب الثورية الأمريكية حيث تشير السجلات إلى أن قلة من المسلمين على الأقل قاتلوا إلى جانب المتمردين.
قاتل المسلمون في جميع الحروب الأمريكية الكبرى بما في ذلك حرب 1812، الحرب الأهلية الأمريكية، الحرب العالمية الأولى، الحرب العالمية الثانية، وحرب فيتنام. وقد خدموا مؤخرًا في حرب الخليج، وحرب العراق، والحرب في أفغانستان.
في 14 كانون الأول (ديسمبر) 1993، طلب رئيس قساوسة الجيش إنشاء شارة لتمثيل رجال الدين المسلمين، أكتمل تصميم (الهلال) في 8 كانون الثاني (يناير) 1994.
في عام 2011، كان هناك ما يقرب من 3500 مسلم أمريكي يخدمون في جيش الولايات المتحدة.

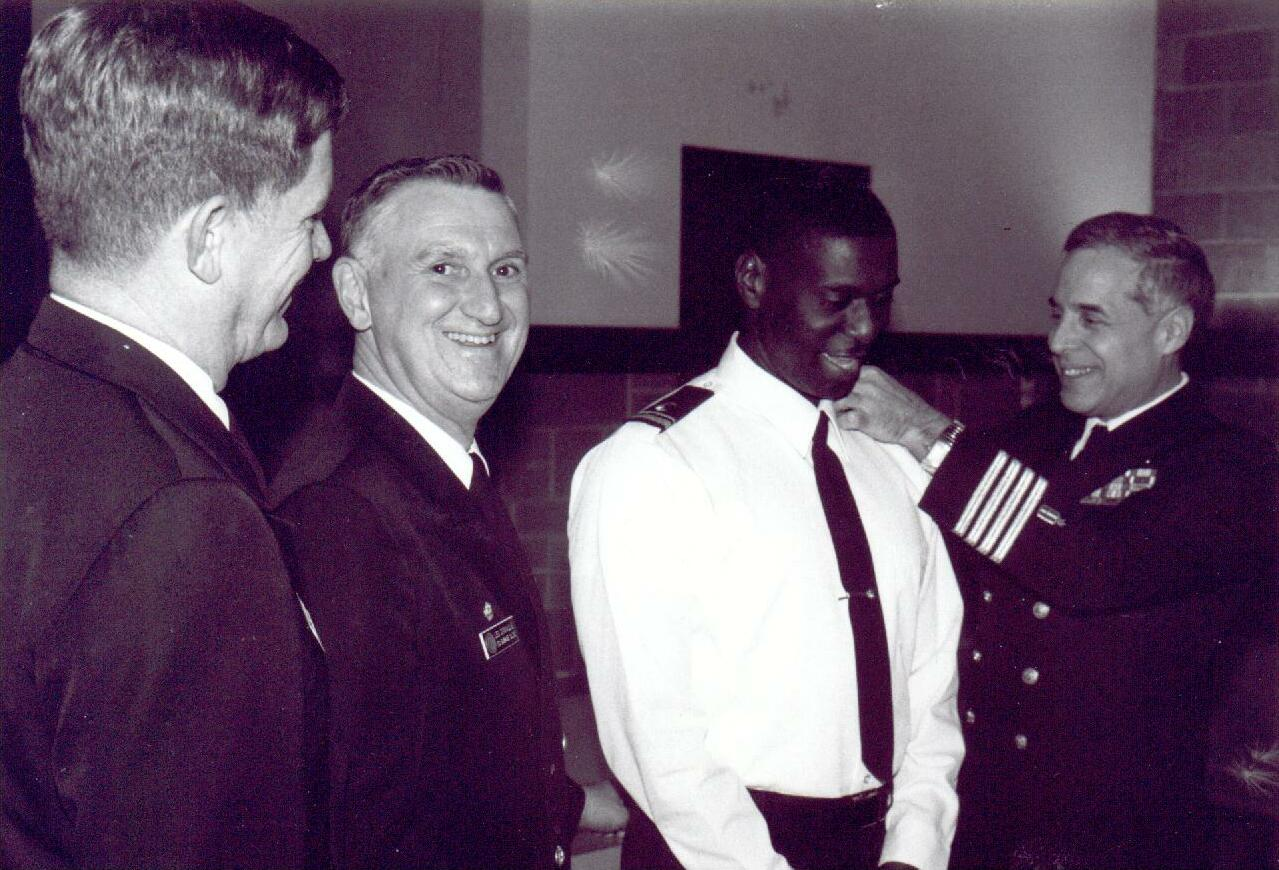
Frocking حفل البحرية الأمريكية "أول رجل دين مسلم، أثناء منح (حاخام) البحرية قسيس أرنولد ريسنيكوف شارة الكتف الجديدة لرجل دين مسلم، الهلال شارة إلى زي الإمام مونخي ملك عبد مؤتة-نويل الابن، 1996

## ما قبل الحادي عشر من سبتمبر

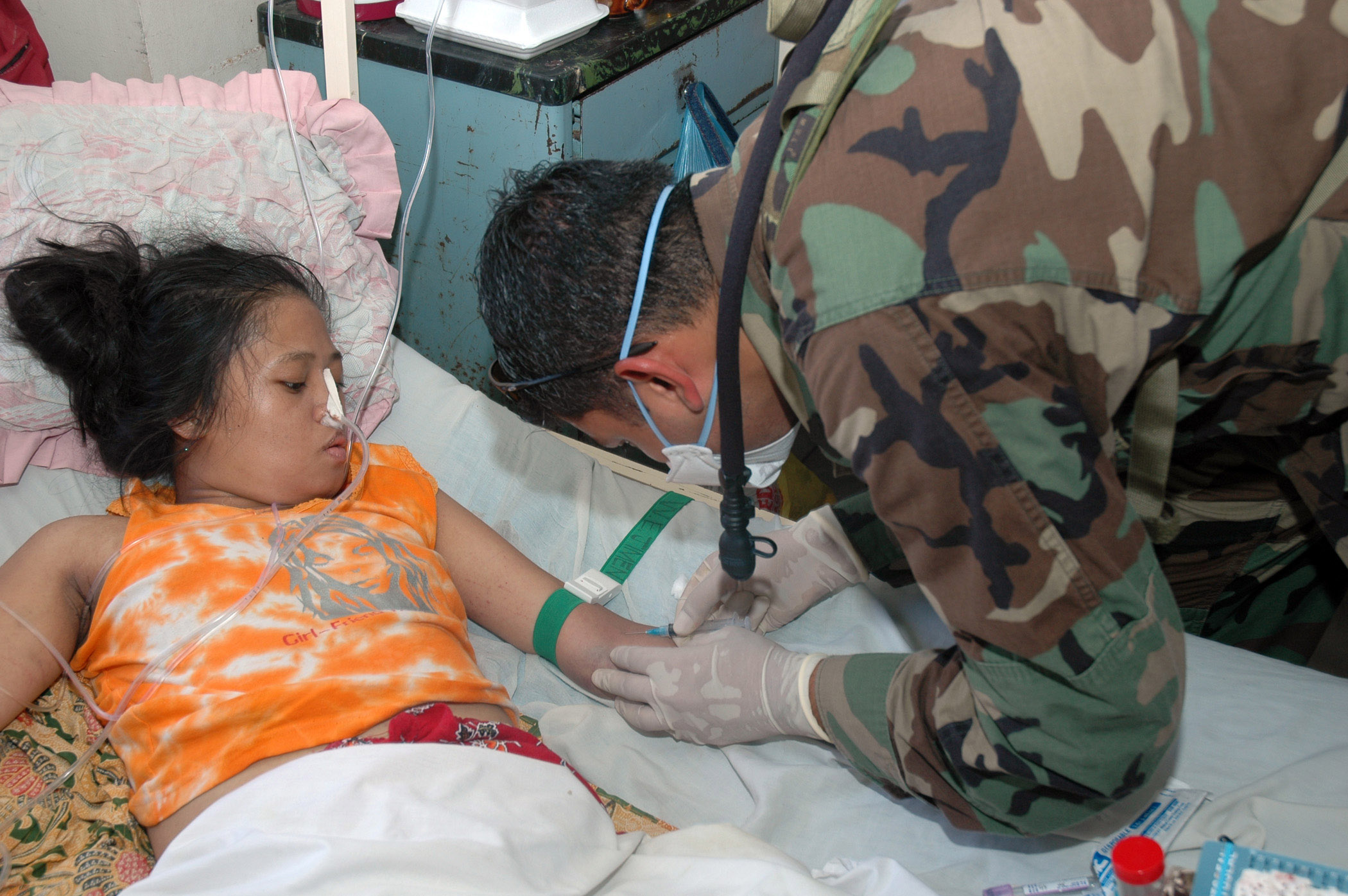
يقوم قائد المستشفى عمر إقبال بسحب الدم من مريض للفحص الطبي في وحدة العناية المركزة.

لقد قاتل المسلمون وماتوا في الحرب العالمية الثانية وحرب فيتنام. خدم بعض المسلمين الأمريكيين في الحرب العالمية الثانية في شمال إفريقيا وأوروبا وآسيا من المعروف أن ما لا يقل عن 12 مسلمًا لقوا حتفهم في حرب فيتنام أيضًا.

## حرب ثورية
كان بيتر سالم أمريكيًا أفريقيًا بارزًا شارك في الحرب الثورية. لقد لعب دورًا مهمًا بشكل خاص في معركة بنكر هيل المصيرية، والتي قتل فيها الرائد البحري البريطاني جون بيتكيرن. على الرغم من عدم وجود توثيق مباشر لتوجهات سالم الدينية، يعتقد بعض العلماء أنه قد يكون مسلمًا.

## حرب 1812
دافع عبد أفريقي اسمه بلالي محمد عن جزيرة سابيلو الجورجية من الهجوم البريطاني خلال حرب عام 1812. تتكون مجموعته من 80 عبدًا معظمهم من المسلمين ومسلحين بالبنادق.

## حرب اهلية
من المعروف أن مائتين وتسعين مسلمًا قاتلوا أثناء الحرب الأهلية. تزعم بعض المصادر أن أعلى ضابط مسلم خلال الحرب كان النقيب موسى عثمان. ومع ذلك، أكد موسى عثمان في الكنيسة اللوثرية الصهيونية الألمانية في عام 1843 في هاريسبرج، بنسلفانيا، ابن روبرت وكاثرين عثمان. اللقب عثمان له أصل إنجليزي قديم يعود تاريخه إلى القرن السابع.
قد يكون نيكولاس سعيد هو المسلم الأكثر مرتبة في الحرب. جاء إلى الولايات المتحدة عام 1860 ووجد وظيفة تدريس في ديترويت. في عام 1863، جند سعيد في فوج ماساتشوستس الملون رقم 55 في جيش الولايات المتحدة وترقى إلى رتبة رقيب. تم نقله لاحقًا إلى مستشفى عسكري، حيث اكتسب بعض المعرفة بالطب. تذكر سجلات جيشه أنه توفي في براونزفيل بولاية تينيسي عام 1882. جندي مسلم آخر من الحرب الأهلية هو ماكس حسن، وهو أفريقي عمل في الجيش كعتال.

## بعد الحرب العالمية الثانية
قام عبد الله إيغرام، وهو مسلم أمريكي مخضرم في الحرب العالمية الثانية، بحملة من أجل أن يكون الإسلام خيارًا في الهوية الدينية لأفراد الجيش. قدمت منظمته علامات إضافية سُمح للجنود بارتدائها في عام 1953، وبحلول ذلك الوقت، تضمنت علامات الكلاب رموزًا لـ «الآخر» و «يفضل عدم التصريح». بحلول حرب فيتنام، كان بإمكان الأفراد استخدام قائمة واسعة من الأسماء الدينية الموضحة.

## بعد 9/11
شهد أولئك الذين يشبهون المسلمين زيادة في الاعتداءات اللفظية والجسدية في الأيام التي أعقبت 11 سبتمبر، على الرغم من الجهود التي بذلها البيت الأبيض. استُهدف سكان جنوب آسيا والعرب من خلال أعمال تمييزية وجرائم كراهية على الرغم من أنهم ربما يتبعون أو لا يتبعون العقيدة الإسلامية. بعد 11 سبتمبر، خدم 6024 في الجيش في حربي العراق وأفغانستان، قُتِلَ 14 شخصًا على الأقل في الخارج.  اعتبارًا من ديسمبر 2015، فقط 5896 من أصل 1.3 مليون عضو نشط في الجيش الأمريكي يعرّفون أنفسهم على أنهم مسلمون، أو ما يقرب من 0.45٪. بدلاً من التطرف، يُنظر إلى الإسلام نفسه على أنه مصدر الهجمات الإرهابية بعد 15 عامًا من الحرب في الدول العربية. يخضع المسلمون المتدربون إلى ممارسة ما يخالف شريعتهم، حيث يتعين عليهم حلق لحاهم وتناول وجبات مصنوعة من لحم الخنزير بشكل روتيني، وهو مصدر غذائي تحظره العادات الإسلامية. على الرغم من هذه النكسات، يشعر الجنود المسلمون عمومًا بالتشجيع والصداقة الحميمة من أقرانهم، حيث أعرب العديد منهم صراحة عن مستوى ارتياحهم أثناء الخدمة العسكرية. لقد حظيت مشاركة المسلمين الأمريكيين في الجيش الأمريكي باهتمام متزايد بعد أحداث مثل هجمات 11 سبتمبر الإرهابية، وإطلاق النار على فورت هود 2009، وخطاب المؤتمر الوطني الديمقراطي في خزر خان 2016. وجد أستطلاع أجرته يوجوف عام 2013 أن 51٪ من المواطنين الأمريكيين يعتبرون المسلمين مثلهم مثل غيرهم من الأمريكيين، بينما 44٪ يعتبرونهم أقل وطنية.

## مسلمون بارزون في الجيش

### همايون خان
هومايون خان باكستاني أمريكي ولد في الإمارات العربية المتحدة في 9 سبتمبر 1976 لأبوين باكستانيين. بعد تخرجه من جامعة فيرجينيا في عام 2000، انضم إلى كتيبة الدعم الأمامي رقم 201 للجيش الأمريكي، فرقة المشاة الأولى. طوال سنوات خدمته الأربع، ارتقى في الرتب ليصبح ضابطا في الجيش الأمريكي قبل أن يقتل في انفجار سيارة مفخخة في 8 يونيو 2004، مما أدى إلى إنقاذ حياة زملائه الجنود. أدى حظر الهجرة المؤقت الذي فرضه المرشح الرئاسي الجمهوري دونالد ترامب على أساس قائمة الدول المرتبطة بالإرهاب (التي تم إنشاؤها في ظل إدارة أوباما) إلى جعل والدي خان، خزر وغزالة خان، في دائرة الضوء العام أثناء خطابهما لترامب في المؤتمر الوطني الديمقراطي في عام 2016. أدى التحدث علنًا للدفاع عن ابنهما، والآخرين الذين ماتوا في الجيش الأمريكي، إلى خلق «نقطة اشعاع غير متوقعة ويحتمل أن تكون محورية في الانتخابات العامة».

### العقيد دوغلاس بيربي
الكولونيل دوغلاس بيربي هو جندي متقاعد من مشاة البحرية الأمريكية، وقد قاد مروحيات لمدة 27 عاما. وُلِد بيربي على أنه أسقفي لكنه اعتنق الإسلام عندما كان في التاسعة عشرة من عمره في أواخر السبعينيات عندما كان يدرس بجامعة جنوب كاليفورنيا. تم قبوله في مدرسة الضباط المرشحين في كوانتيكو، فيرجينيا، بعد التخرج. في نهاية خدمته، كان بيربي هو المسلم الأعلى رتبة في سلاح مشاة البحرية الأمريكية. 

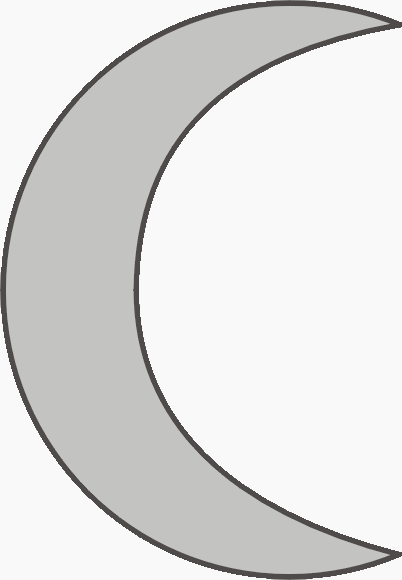
شارة قسيس مسلم ، جيش
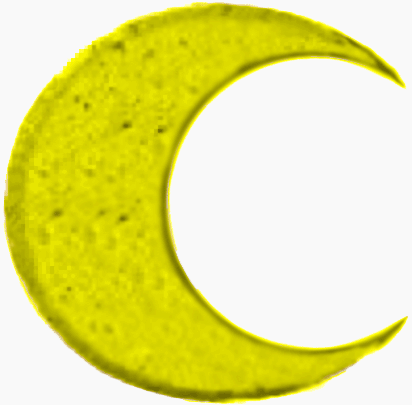
شارة قسيس مسلم ، البحرية
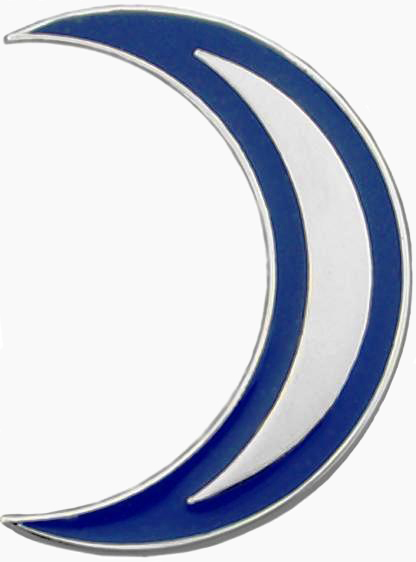
شارة قسيس مسلم ، سلاح الجو